# Вілярино-де-лос-Айрес
Вілярино-де-лос-Айрес (ісп. Villarino de los Aires) — муніципалітет в Іспанії, у складі автономної спільноти Кастилія-і-Леон, у провінції Саламанка. Населення — 977 осіб (2010).

## Географія
Муніципалітет розташований на португальсько-іспанському кордоні.
Муніципалітет розташований на відстані близько 250 км на північний захід від Мадрида, 75 км на північний захід від Саламанки.
На території муніципалітету розташовані такі населені пункти: (дані про населення за 2010 рік)
- Кабеса-де-Фрамонтанос: 104 особи
- Вільяріно-де-ла-Айрес: 873 особи

## Демографія
Динаміка населення (INE ):

## Зовнішні посилання
- Офіційна вебсторінка муніципалітету [Архівовано 6 червня 2022 у Wayback Machine.]
- Провінційна рада Саламанки: індекс муніципалітетів [Архівовано 23 квітня 2009 у Wayback Machine.]
- Посилання на Google Maps